# Carolaplatz
Der Carolaplatz (1893–1920er Königin Carola-Platz, 1971–1990 namenlos) ist ein elbnaher Verkehrsknotenpunkt im Regierungsviertel der Dresdner Neustadt nördlich der Carolabrücke. Seine Namensgeberin war die letzte sächsische Königin Carola (1833–1907), Gemahlin des Königs Albert, nach dem der nördlich liegende Albertplatz und die dazwischen verlaufende Albertstraße benannt sind.

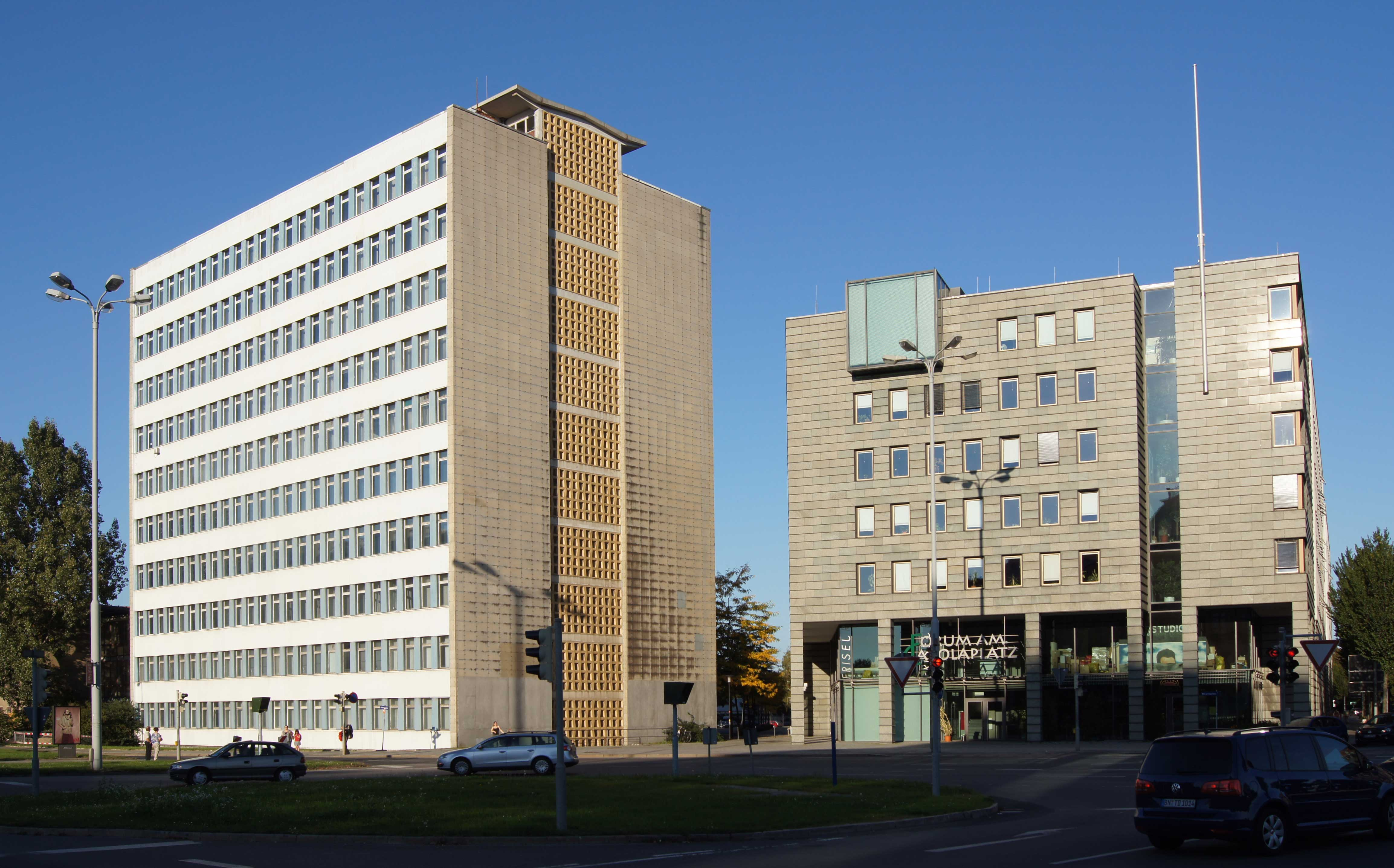
Blaues Haus und Forum am Carolaplatz

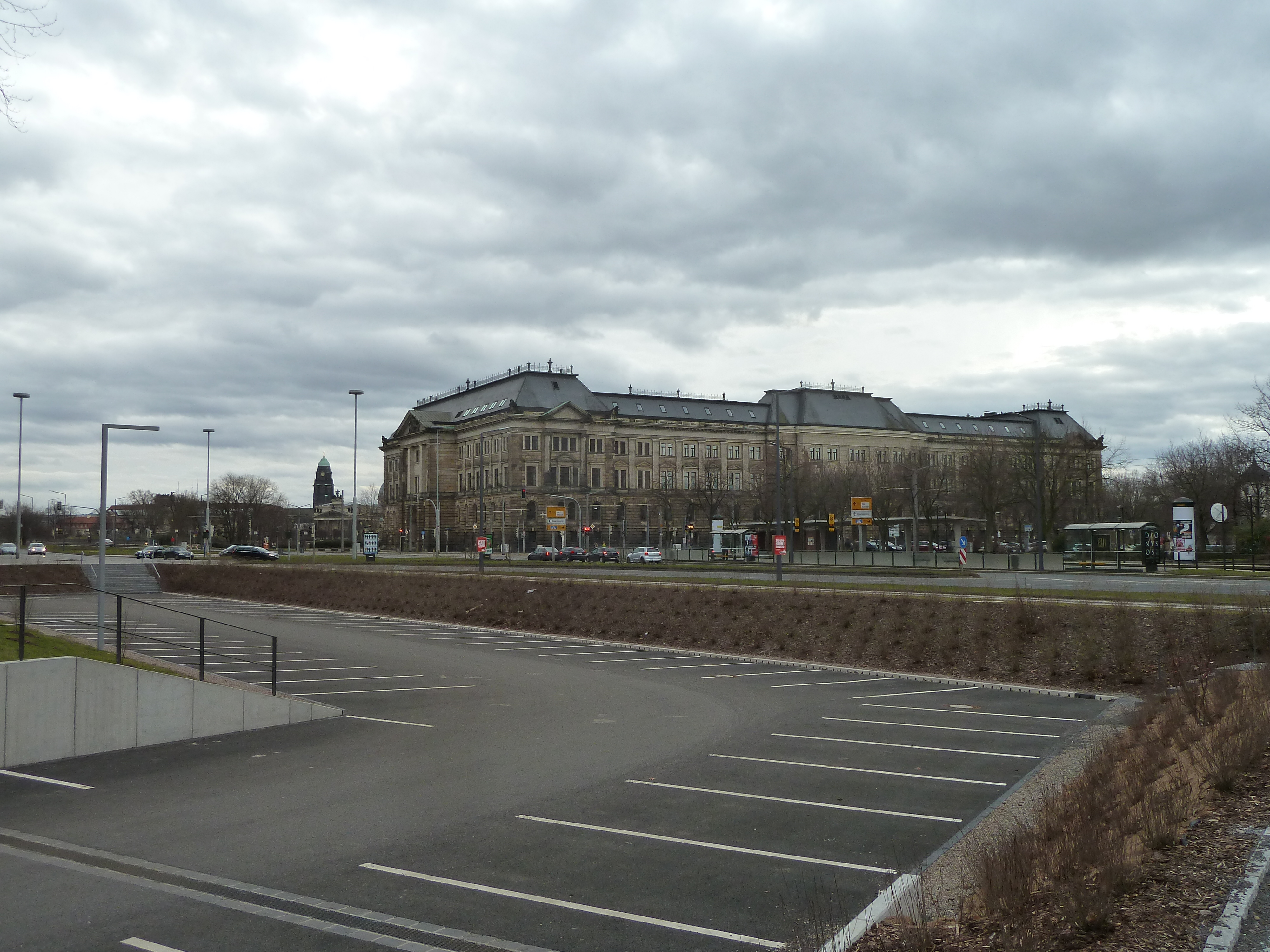
Parkplatz an der Stelle des Blauen Hauses, Blick auf das Finanzministerium

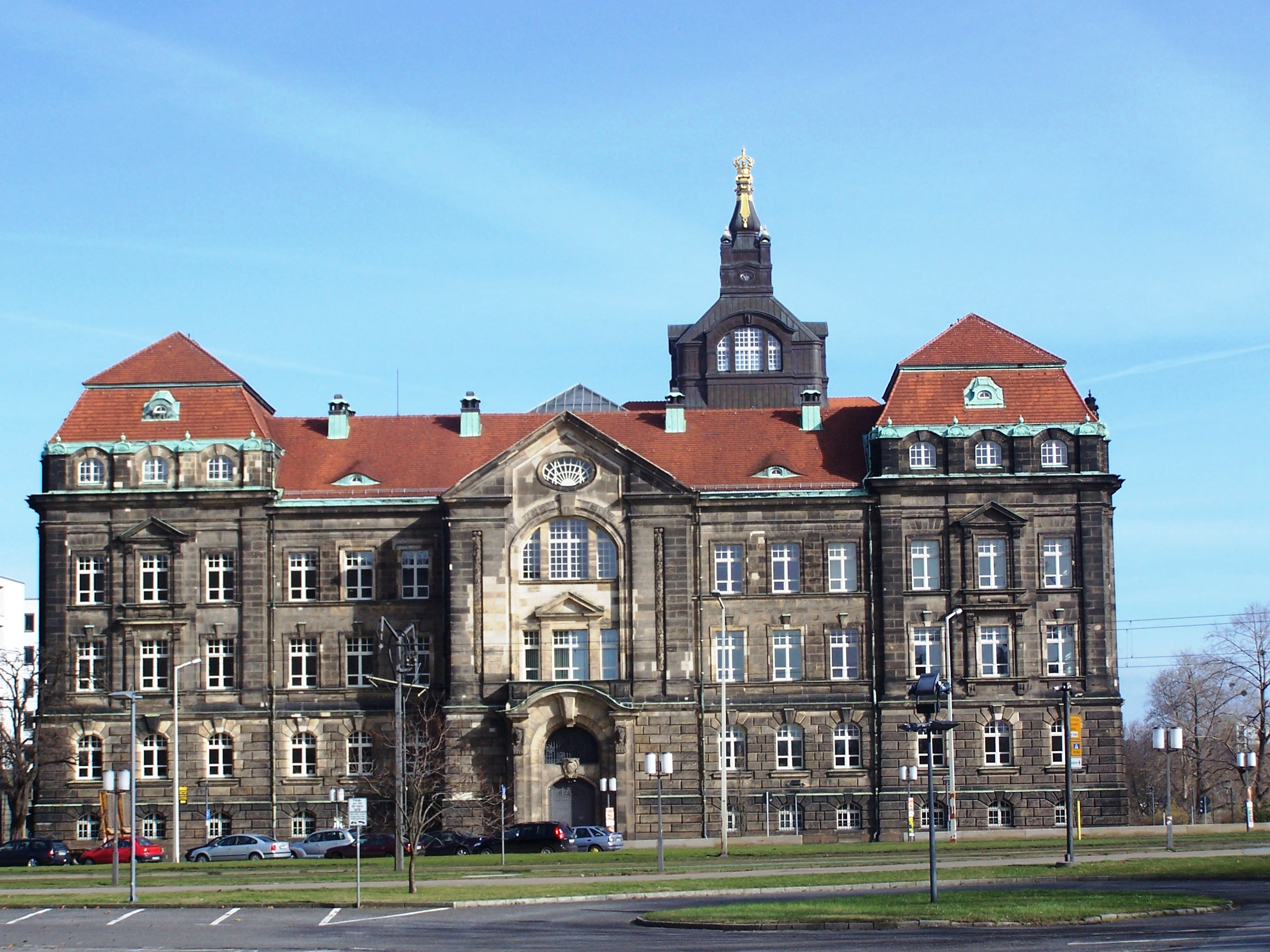
Staatskanzlei

## Entstehung
Nachdem das sächsische Militär aus der befestigten Inneren Neustadt in die Albertstadt verlegt wurde, entstanden östlich der Hauptstraße neue Bauplätze. Zu deren Erschließung wurden neue Straßen angelegt, zudem entstanden mit der Albertbrücke (1875–1877) und der Carolabrücke (1892–1895) weitere Elbquerungen. Im Rahmen des Carolabrückenbaus wurden 1892/1893 die „König Albert-Straße“ und der „Königin Carola-Platz“ angelegt und nach dem sächsischen Königspaar benannt. Im Juli 1895 eröffnete die Deutsche Straßenbahn-Gesellschaft in Dresden die Straßenbahnstrecke vom Albertplatz über die Carolabrücke. Die anfangs als Pferdebahn betriebene Strecke wurde drei Jahre später elektrifiziert.
In der Weimarer Zeit empfand man die Königstitel in den Straßennamen als nicht mehr zeitgemäß und strich sie.

## Bebauung
Der Platz wird von den umgebenden Ministerialbauten dominiert. Dies sind das östlich gelegene Forum am Carolaplatz (1990er, auch Ministerialgebäude), dessen Hauptnutzer das Staatsministerium für Wirtschaft, Arbeit und Verkehr (SMWA) ist, im Südosten der Neorenaissancebau (1900–1904) der Sächsischen Staatskanzlei mit dem Staatsministerium für Umwelt und Landwirtschaft (SMUL) sowie im Südwesten das Finanzministerium (1889–1896) mit dem Staatsministerium der Finanzen (SMF) und dem Staatsministerium für Kultus (SMK).
Im Nordwesten stand Sarrasanis kriegszerstörtes Circus-Theater 5000, an das der von Vinzenz Wanitschke entworfene Sarrasani-Brunnen sowie eine Gedenkplakette erinnern.

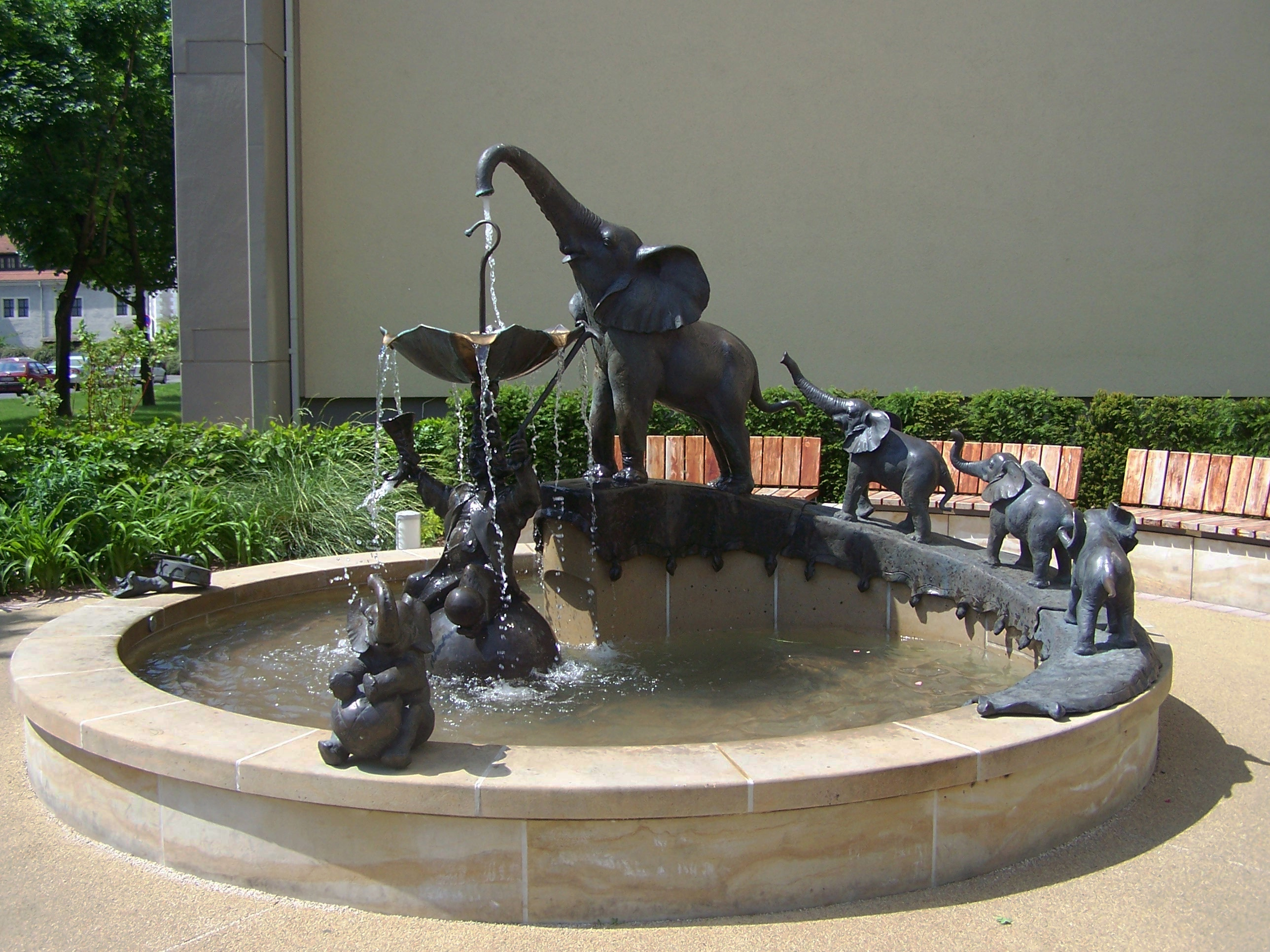
Sarrasani-Brunnen
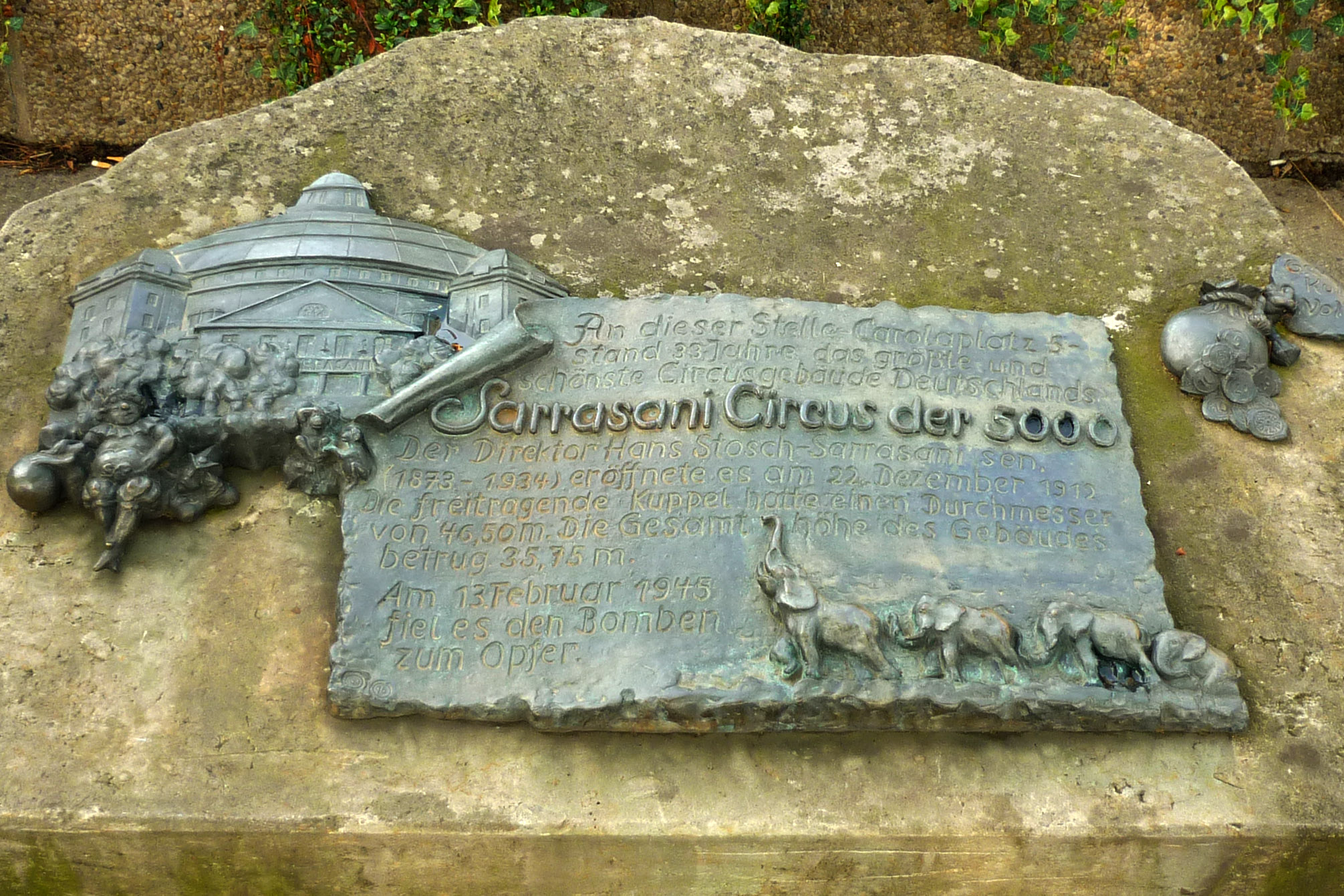
Sarrasani-Gedenkplakette

Das Blaue Haus, ein ehemaliges Hochschulgebäude des Pädagogischen Instituts, bildete den nordöstlichen Abschluss des Carolaplatzes. Nach dem Abriss im Jahr 2011 wurde die entstandene Baugrube 2013 zu einem Parkplatz umgewandelt und somit bis zur Neubebauung einer Übergangsnutzung zugeführt.

## Verkehr
Vom Carolaplatz zweigen nach Westen die Köpckestraße (B 170), nach Norden die Albertstraße und nach Osten die Wigardstraße ab.

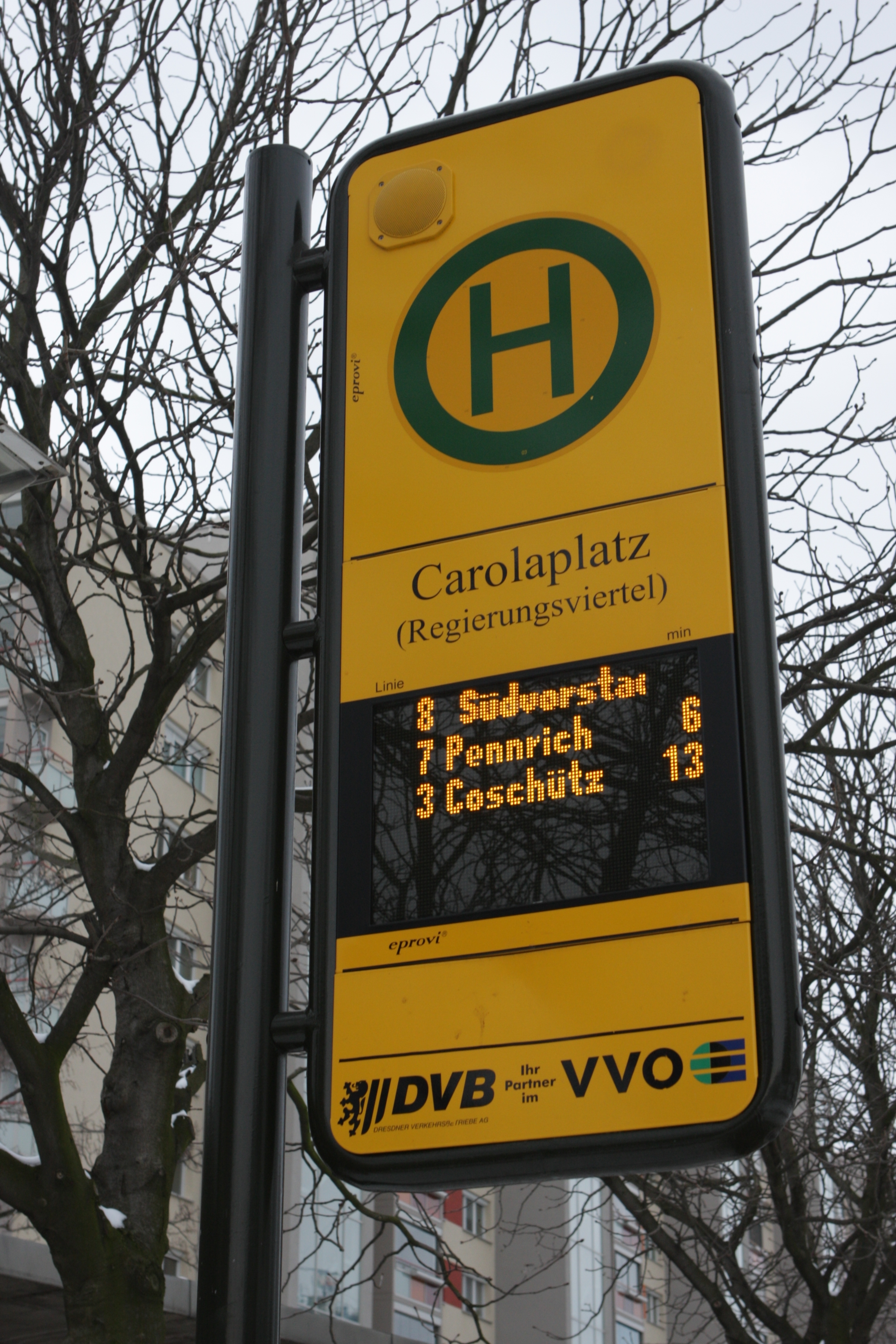
Haltestellenschild am Carolaplatz

Von den Gleisen der Dresdner Straßenbahn, die in Nord-Süd-Richtung auf einem separaten Gleiskörper westlich der Albertstraße zur Carolabrücke führen, gibt es am Carolaplatz einen Abzweig in Form eines Gleisdreiecks in die Köpckestraße. Die beiden gleichnamigen Haltestellen „Carolaplatz (Regierungsviertel)“ befinden sich am Ausgang der Albertstraße (DVB-Linien 3, 7, 8) und der Köpckestraße (Linie 8).
Der Carolaplatz ist Bestandteil einer Nord-Süd-Achse, die von der Königsbrücker Straße (B 97) über den Albertplatz (Kreuzung mit der B 6) und die Albertstraße zu ihm führt. Ab dem Carolaplatz verläuft diese Verkehrsachse als B 170 über die Carolabrücke (unterbrochen seit ihrem Teileinsturz am 11. September 2024), den Rathenauplatz, die St. Petersburger Straße (mit Pirnaischem Platz, Georgplatz, Wiener Platz, Am Hauptbahnhof), Fritz-Löffler-Straße und die Bergstraße (mit Fritz-Foerster-Platz) durch die Stadt in Richtung Bundesautobahn 17. Sie weist ab dem Albertplatz wenigstens zwei Fahrstreifen pro Richtung und häufig eine bauliche Trennung der Richtungsfahrbahnen auf.
In Ost-West-Richtung gehört der Platz zu einem Straßenzug, der hochwassersicher auf dem erhöhten Elbufer in einem Bogen südlich um die Innere Neustadt verläuft und dabei die vorgelagerten Plätze der vier innerstädtischen Brücken passiert. Er fängt am Rosa-Luxemburg-Platz (Albertbrücke) an und passiert als Wigardstraße den Staudengarten und das Königsufer. Am Carolaplatz werden die je zwei Richtungsfahrbahnen des Straßenzugs baulich getrennt und gehen in die Köpckestraße (B 170) über, die ab Neustädter Markt (Augustusbrücke) als Große Meißner Straße in Richtung Palaisplatz führt und dort bereits nordnordwestlich verläuft. An dessen Ende nimmt der Straßenzug die von der Marienbrücke in stadtauswärtiger Richtung verlaufende Kleine Marienbrücke auf, an derselben Kreuzung zweigt die B 170 (Hainstraße, weiter nördlich Hansastraße) in Richtung des Neustädter Bahnhofs ab. Als Robert-Blum-Straße verläuft der Verkehrszug weiter bis zur Antonstraße/Marienbrücke. Erst danach wird die bauliche Trennung der als Leipziger Straße durch die Leipziger Vorstadt führenden Strecke aufgehoben.